# Knut Johansson (1911–1997)
Knut Brynolf Martin Johansson, född 26 april 1911 i Strömstad, död 13 maj 1997 i Stockholm, var en svensk fackföreningsordförande och socialdemokratisk riksdagspolitiker.
Johansson blev ombudsman 1937 och var ordförande i byggnadsarbetarförbundet 1952-1974. Han var ledamot av riksdagens första kammare 1957-1970 i valkretsen Stockholms stad och var riksdagsledamot 1971-1979.